# Conseil départemental de la Haute-Savoie
Le conseil départemental de la Haute-Savoie, anciennement conseil général de la Haute-Savoie (jusqu'en 2015), est l'assemblée délibérante du département français de la Haute-Savoie, collectivité territoriale décentralisée. Il est présidé par Martial Saddier des Républicains depuis 2021. Son siège se trouve à Annecy.

## Organisation

### Assemblée départementale
L'Assemblée départementale du département de la Haute-Savoie est composée de 34 conseillers départementaux issus des 17 cantons de la Haute-Savoie.
L’actuel président du conseil départemental de la Haute-Savoie est Martial Saddier (LR).
L’ensemble des conseillers départementaux se réunissent chaque mois pour statuer sur les affaires courantes au sein de la Commission permanente ainsi que 4 à 5 fois par an en séance plénière.
La représentation politique de l'assemblée départementale est la suivante :

### Conseillers départementaux
| Président du Conseil départemental   |       |       |      |         |
| Martial Saddier (LR)                 |       |       |      |         |
| Parti                                | Sigle | Sigle | Élus | Groupes |
| Majorité (32 sièges)                 |       |       |      |         |
| Divers droite                        |       | DVD   | 14   |         |
| Les Républicains                     |       | LR    | 6    |         |
| Union de la droite                   |       | UD    | 6    |         |
| Mouvement démocrate                  |       | MoDem | 4    |         |
| Union des démocrates et indépendants |       | UDI   | 2    |         |
| Minorité (2 sièges)                  |       |       |      |         |
| Divers gauche                        |       | DVG   | 2    |         |

#### Liste des présidents successifs
| Période       | Période          | Identité                | Étiquette     | Qualité |
| ------------- | ---------------- | ----------------------- | ------------- | --- |
| mars 1861     | août 1864        | Aimé Levet (nommé)      | ...           | Avocat, maire d'Annecy (Cant. d'Annecy-Nord)                                                                                              |
| août 1864     | octobre 1870     | Édouard Dessaix (nommé) | ...           | Avocat (Cant. de Thônon) |
| octobre 1870  | octobre 1871     | Jean Laeuffer (nommé)   | ...           | Manufacturier (Doyen d'âge) |
| octobre 1871  | octobre 1892 (†) | Louis Chaumontel        | ...           | Avocat, maire d'Annecy, sénateur (Cant. d'Annecy-Nord)                                                                                    |
| avril 1893    | août 1893 (†)    | Alfred Chardon          | ...           | Avocat, sénateur (Cant. de Bonneville) |
| août 1893     | août 1904        | Félix Francoz           | ...           | Docteur en médecine, sénateur (Cant. d'Alby-sur-Chéran)                                                                                   |
| août 1904     | mars 1905 (†)    | André Folliet           | ...           | Avocat, sénateur (Cant. de Douvaine) |
| mai 1905      | avril 1910 (†)   | César Duval             | ...           | Pharmacien, sénateur (Cant. de Seyssel)                                                                                                   |
| août 1910     | août 1920        | Jules Mercier           | ...           | Avocat, sénateur (Cant. de Thônon). Réélu en automne 1922, mais désistement                                                               |
| août 1920     | février 1925 (†) | Émile Goy               | ...           | Docteur en médecine, maire de Reignier, sénateur (Cant. de Reignier).                                                                     |
| novembre 1925 | janvier 1935 (†) | Fernand David           | ...           | Avocat, sénateur, ancien ministre (Cant. de Saint-Gervais).                                                                               |
| novembre 1935 | novembre 1938    | Joseph Blanc            | ...           | Professeur à la retraite, maire d'Annecy, sénateur (Cant. d'Annecy-Sud). Le sénateur Paul Jacquier est élu en 1937 mais refuse le mandat. |
| novembre 1938 | octobre 1940     | Paul Jacquier           | Radical       | Sénateur, révoqué par le Gouvernement de Vichy                                                                                            |
| octobre 1940  | août 1942        |                         | ...           | Commission administrative départementale                                                                                                  |
| août 1942     | 1944             | Joseph Claudius Duchêne | ...           | Général Conseil départemental nommé par le Gouvernement de Vichy                                                                          |
| 1945          | 1955             | Louis Martel            | MRP           | Avocat, Député (Cant. de Saint-Julien-en-Genevois).                                                                                       |
| 1955          | 1958             | Jean Clerc              | MRP           | Sénateur (Cant. d'Annecy-Sud). |
| 1958          | 1979             | Arthur Lavy             | CNIP puis UDF | Fonctionnaire, maire d'Argonay, Sénateur (Cant. de Thorens-Glières)                                                                       |
| 1979          | 1998             | Bernard Pellarin        | UDF           | Sénateur (Cant. de Cruseilles). |
| 1998          | 2008             | Ernest Nycollin         | PR            | Responsable au Crédit agricole (Cant. de Taninges).                                                                                       |
| 2008          | 2021             | Christian Monteil       | DVD           | Ancien directeur d'établissement (MFR) (Cant. de Seyssel).                                                                                |
| 2021          | En cours         | Martial Saddier         | LR            | Ancien député de la 3e circ. (LR) (Cant. de Bonneville).                                                                                  |

Le sigle (†) indique un décès en cours de mandat.

### Commissions

#### Commission permanente
Composée de tous les élus, elle se réunit une fois par mois pour délibérer sur les dossiers pour lesquels le conseil départemental lui a donné délégation.
Les vice-présidents sont :
- 1er vice-président : Nicolas Rubin
- 2e vice-présidente : Christelle Petex-Levet
- 3e vice-président : Jean-Marc Peillex
- 4e vice-présidente : Marie-Louise Donzel-Gonet
- 5e vice-président : Joël Baud-Grasset
- 6e vice-présidente : Myriam Lhuillier
- 7e vice-président : Lionel Tardy
- 8e vice-présidente : Chrystelle Beurrier
- 9e vice-président : Jean-Philippe Mas
- 10e vice-présidente : Estelle Bouchet

## Compétence territoriale
Le département de la Haute-Savoie est divisé en 17 territoires[réf. nécessaire] :
- Albanais
- Aravis
- Bauges
- Bas-Chablais
- Haut-Chablais
- Bas-Genevois
- Giffre
- Lac d'Annecy
- Mont-Blanc-Haute vallée de l'Arve
- Moyenne vallée de l'Arve
- Plateau des Bornes
- Plateau des Dranses
- Région d'Annemasse
- Semine & Usses
- Région de Thonon

Au total, plus de 3 000 agents effectuent des missions pour le conseil départemental de la Haute-Savoie sur l'ensemble du territoire haut-savoyard.

## Budget

### Identité visuelle

Ancien logo du département jusqu'en 2015 au moment du changement de dénomination de conseil général en conseil départemental.
Nouveau logo du conseil départemental depuis 2015.